# Баскетболист года конференции Mid-Eastern Athletic
Баскетболист года конференции Mid-Eastern Athletic (англ. Mid-Eastern Athletic Conference Men's Basketball Player of the Year) — это ежегодная баскетбольная награда, вручаемая по результатам голосования лучшему баскетболисту среди студентов конференции Mid-Eastern Athletic, входящей в 1-й дивизион NCAA, которое проводится среди главных тренеров команд, входящих в конференцию. Помимо этого свои голоса тренеры подают после окончания регулярного чемпионата, но перед стартом плей-офф, то есть в начале марта, причём они не могут голосовать за своих собственных подопечных. Награда была учреждена и впервые вручена Элмеру Остину из A&T университета штата Северная Каролина в сезоне 1971/72 годов.
Первые упоминания о желании создать ещё одну новую конференцию были преданы огласке в 1969 году, которые были подтверждены в следующем году. Сама конференция официально начала свою деятельность в 1971 году, и тогда в неё входило всего лишь семь студенческих команд. С течением времени, при образовании новых университетов, количество команд в конференции увеличилось до тринадцати (на данный момент их одиннадцать), причём сразу четыре команды, Морганский университет штата Мэриленд, Мэрилендский университет Восточного побережья, Флоридский университет A&M и Центральный университет Северной Каролины, уходили из неё, а затем вернулись обратно.
Лишь семь игроков, Марвин Уэбстер, Джо Бинион, Ларри Стюарт, Стефен Стюарт, Дэмиан Вулфолк, Джаша Блант и Джо Брайант, получали эту награду по несколько раз, причём Уэбстер и Бинион получали её по три раза. Только один игрок, Блейк Харпер, становился лауреатом премии, будучи первокурсником. Чаще других обладателями трофея становились баскетболисты A&T университета штата Северная Каролина (9 раз), Коппинского университета штата Мэриленд и университета штата Виргиния в Норфолке (8 раз), Говардского университета (7 раз) и Морганского университета штата Мэриленд (6 раз).

## Легенда
| Игрок (X) | Количество титулов |

## Победители
| Сезон   | Игрок              | Фото | Университет                               | Позиция                                     | Год обучения | Примечания |
| ------- | ------------------ | ---- | ----------------------------------------- | ------------------------------------------- | ------------ | ---------- |
| 1971/72 | Элмер Остин        |      | A&T университет штата Северная Каролина   | Форвард                                     | Четвёртый    |            |
| 1972/73 | Марвин Уэбстер     |      | Морганский университет штата Мэриленд     | Центровой                                   | Второй       | [ 1 ]      |
| 1973/74 | Марвин Уэбстер (2) |      | Морганский университет штата Мэриленд     | Центровой                                   | Третий       | [ 1 ]      |
| 1974/75 | Марвин Уэбстер (3) |      | Морганский университет штата Мэриленд     | Центровой                                   | Четвёртый    | [ 1 ]      |
| 1975/76 | Джеймс Спэрроу     |      | A&T университет штата Северная Каролина   | Форвард                                     | Второй       |            |
| 1976/77 | Эрик Эванс         |      | Морганский университет штата Мэриленд     | Центровой                                   | Третий       |            |
| 1977/78 | Джеральд Гловер    |      | Говардский университет                    | Форвард                                     | Четвёртый    |            |
| 1978/79 | Джо Бронер         |      | A&T университет штата Северная Каролина   | Защитник                                    | Третий       |            |
| 1979/80 | Джеймс Рэтифф      |      | Говардский университет                    | Тяжёлый форвард                             | Второй       |            |
| 1980/81 | Ларри Сприггс      |      | Говардский университет                    | Лёгкий форвард                              | Четвёртый    |            |
| 1981/82 | Джо Бинион         |      | A&T университет штата Северная Каролина   | Лёгкий форвард / Тяжёлый форвард            | Второй       | [ 2 ]      |
| 1982/83 | Джо Бинион (2)     |      | A&T университет штата Северная Каролина   | Лёгкий форвард / Тяжёлый форвард            | Третий       | [ 2 ]      |
| 1983/84 | Джо Бинион (3)     |      | A&T университет штата Северная Каролина   | Лёгкий форвард / Тяжёлый форвард            | Четвёртый    | [ 2 ]      |
| 1984/85 | Эрик Бойд          |      | A&T университет штата Северная Каролина   | Защитник                                    | Третий       |            |
| 1985/86 | Дон Хилл           |      | Университет Бетьюна-Кукмена               | Центровой                                   | Четвёртый    | [ 3 ]      |
| 1986/87 | Джордж Кейл        |      | A&T университет штата Северная Каролина   | Защитник                                    | Четвёртый    |            |
| 1987/88 | Клод Уильямс       |      | A&T университет штата Северная Каролина   | Форвард                                     | Четвёртый    |            |
| 1988/89 | Том Дэвис          |      | Университет штата Делавэр                 | Тяжёлый форвард                             | Второй       | [ 4 ]      |
| 1989/90 | Ларри Стюарт       |      | Коппинский университет штата Мэриленд     | Лёгкий форвард / Тяжёлый форвард            | Третий       | [ 5 ]      |
| 1990/91 | Ларри Стюарт (2)   |      | Коппинский университет штата Мэриленд     | Лёгкий форвард / Тяжёлый форвард            | Четвёртый    | [ 6 ]      |
| 1991/92 | Делон Тёрнер       |      | Флоридский университет A&M                | Лёгкий форвард                              | Третий       | [ 7 ]      |
| 1992/93 | Джеки Робинсон     |      | Университет штата Южная Каролина          | Форвард                                     | Четвёртый    |            |
| 1993/94 | Стефен Стюарт      |      | Коппинский университет штата Мэриленд     | Атакующий защитник / Лёгкий форвард         | Третий       | [ 5 ]      |
| 1994/95 | Стефен Стюарт (2)  |      | Коппинский университет штата Мэриленд     | Атакующий защитник / Лёгкий форвард         | Четвёртый    | [ 8 ]      |
| 1995/96 | Теркуин Мотт       |      | Коппинский университет штата Мэриленд     | Тяжёлый форвард / Центровой                 | Третий       | [ 9 ]      |
| 1996/97 | Родерик Блэкни     |      | Университет штата Южная Каролина          | Разыгрывающий защитник                      | Третий       | [ 10 ]     |
| 1997/98 | Антуан Брокингтон  |      | Коппинский университет штата Мэриленд     | Разыгрывающий защитник                      | Третий       | [ 11 ]     |
| 1998/99 | Дэмиан Вулфолк     |      | Университет штата Виргиния в Норфолке     | Атакующий защитник                          | Третий       | [ 12 ]     |
| 1999/00 | Дэмиан Вулфолк (2) |      | Университет штата Виргиния в Норфолке     | Атакующий защитник                          | Четвёртый    | [ 13 ]     |
| 2000/01 | Тарвис Уильямс     |      | Хэмптонский университет                   | Тяжёлый форвард / Центровой                 | Третий       | [ 14 ]     |
| 2001/02 | Томми Адамс        |      | Хэмптонский университет                   | Разыгрывающий защитник / Атакующий защитник | Четвёртый    | [ 15 ]     |
| 2002/03 | Рон Уильямсон      |      | Говардский университет                    | Атакующий защитник                          | Четвёртый    | [ 16 ]     |
| 2003/04 | Тёрман Циммерман   |      | Университет штата Южная Каролина          | Атакующий защитник / Лёгкий форвард         | Второй       | [ 17 ]     |
| 2004/05 | Чакоуби Хикс       |      | Университет штата Виргиния в Норфолке     | Разыгрывающий защитник                      | Четвёртый    | [ 18 ]     |
| 2005/06 | Джаша Блант        |      | Университет штата Делавэр                 | Атакующий защитник / Лёгкий форвард         | Третий       | [ 19 ]     |
| 2006/07 | Джаша Блант (2)    |      | Университет штата Делавэр                 | Атакующий защитник / Лёгкий форвард         | Четвёртый    | [ 20 ]     |
| 2007/08 | Джамар Смит        |      | Морганский университет штата Мэриленд     | Атакующий защитник                          | Четвёртый    | [ 21 ]     |
| 2008/09 | Тивайн Макки       |      | Коппинский университет штата Мэриленд     | Разыгрывающий защитник                      | Четвёртый    | [ 22 ]     |
| 2009/10 | Реджи Холмс        |      | Морганский университет штата Мэриленд     | Атакующий защитник                          | Четвёртый    | [ 23 ]     |
| 2010/11 | Си Джей Рид        |      | Университет Бетьюна-Кукмена               | Разыгрывающий защитник / Атакующий защитник | Третий       | [ 24 ]     |
| 2011/12 | Кайл О’Куин        |      | Университет штата Виргиния в Норфолке     | Тяжёлый форвард / Центровой                 | Четвёртый    | [ 25 ]     |
| 2012/13 | Пендарвис Уильямс  |      | Университет штата Виргиния в Норфолке     | Разыгрывающий защитник / Атакующий защитник | Третий       | [ 26 ]     |
| 2013/14 | Джереми Инграм     |      | Центральный университет Северной Каролины | Атакующий защитник                          | Четвёртый    | [ 27 ]     |
| 2014/15 | Кендалл Грей       |      | Университет штата Делавэр                 | Центровой                                   | Четвёртый    | [ 28 ]     |
| 2015/16 | Джеймс Дэниел      |      | Говардский университет                    | Атакующий защитник                          | Третий       | [ 29 ]     |
| 2016/17 | Патрик Коул        |      | Центральный университет Северной Каролины | Разыгрывающий защитник / Атакующий защитник | Четвёртый    | [ 30 ]     |
| 2017/18 | Брэндон Табб       |      | Университет Бетьюна-Кукмена               | Атакующий защитник / Лёгкий форвард         | Четвёртый    | [ 31 ]     |
| 2018/19 | Ар Джей Коул       |      | Говардский университет                    | Разыгрывающий защитник                      | Второй       | [ 32 ]     |
| 2019/20 | Джибри Блант       |      | Центральный университет Северной Каролины | Лёгкий форвард                              | Четвёртый    | [ 33 ]     |
| 2020/21 | Энтони Тарке       |      | Коппинский университет штата Мэриленд     | Атакующий защитник                          | Четвёртый    | [ 34 ]     |
| 2021/22 | Джо Брайант        |      | Университет штата Виргиния в Норфолке     | Разыгрывающий защитник                      | Четвёртый    | [ 35 ]     |
| 2022/23 | Джо Брайант (2)    |      | Университет штата Виргиния в Норфолке     | Разыгрывающий защитник                      | Пятый        | [ 36 ]     |
| 2023/24 | Джамарайи Томас    |      | Университет штата Виргиния в Норфолке     | Разыгрывающий защитник                      | Третий       | [ 37 ]     |
| 2024/25 | Блейк Харпер       |      | Говардский университет                    | Атакующий защитник                          | Первый       | [ 38 ]     |